# Donald Crisp
Donald Crisp, nato George William Crisp (Londra, 27 luglio 1882 – Los Angeles, 25 maggio 1974), è stato un attore, regista e sceneggiatore britannico.

## Biografia
Nato a Londra, George William Crisp era il più giovane dei dieci figli (quattro maschi e sei femmine) di Elizabeth Christy e James Crisp. Allo scoppio della Guerra Boera, non ancora diciottenne, si ritrovò al fronte incrociando la propria vita con quella di un giovanissimo Winston Churchill.

## Carriera
Nel 1910 decise di tentare la carriera teatrale sui palcoscenici londinesi, conobbe David Wark Griffith e iniziò a lavorare con lui, accompagnandolo in America nel 1912 e tornando in Inghilterra per combattere durante la prima guerra mondiale. Lavorò come assistente di Griffith per diverso tempo e diventò a sua volta regista (dirigerà film fino al 1930).
Ma fu in qualità di attore che raggiunse la celebrità nel cinema. Il suo primo ruolo importante giunse nel 1919, quando interpretò il padre alcolizzato di Lillian Gish nel film Giglio infranto, per la regia di David Wark Griffith. Nel 1926, passò al genere di cappa e spada con il film Il pirata nero di Albert Parker e nel 1932 all'avventura in Lo schiaffo di Victor Fleming. Nel 1936, tornò invece a rivestire i panni del padre dispotico in Una donna si ribella di Mark Sandrich, un dramma sull'emancipazione femminile.
La sua prima incursione nel genere western fu con Il terrore dell'Ovest (1939), un film di Lloyd Bacon che riscosse poco successo. L'anno successivo partecipò al film d'avventura Lo sparviero del mare (1940), cui seguì Com'era verde la mia valle (1941) di John Ford, in cui interpretò l'ostinato padre di famiglia Gwilym Morgan, che muore nel crollo della miniera, interpretazione che gli valse l'Oscar al miglior attore non protagonista nel 1942.
Negli anni '40 e '50 apparve in alcuni film meno fortunati, fra i quali due con protagonista Lassie, ma nel 1955 tornò al successo con Anthony Mann, che lo diresse in L'uomo di Laramie, drammatico western violento ed amaro, dove interpretò il ruolo di Alec Waggoman, un ricco possidente arrogante e dispotico. Uno dei suoi ultimi film fu il live action della Disney Bobby il cucciolo di Edimburgo del 1962.

## Vita privata
Durante la prima guerra mondiale, Crisp fece parte dell'intelligence dell'Esercito. Nella seconda guerra mondiale, ebbe il grado di colonnello della Riserva.
Dal 1932 al 1944 fu sposato con la commediografa e sceneggiatrice Jane Murfin (1884-1955).
L'attore si ritirò dalle scene nel 1963 e morì nel 1974, all'età di 91 anni, per le complicanze di un ictus. È sepolto al Forest Lawn Memorial Park di Glendale, in California.

## Filmografia

### Attore parziale
- The Battle regia di David W. Griffith (1911)
- Swords and Hearts, regia di D.W. Griffith (1911)
- Cuore d'avaro (The Miser's Heart), regia di David W. Griffith (1911)
- The Failure, regia di David W. Griffith (1911)
- Olaf-An Atom, regia di Anthony O'Sullivan – cortometraggio (1913)
- The Blue or the Gray regia di Christy Cabanne (1913)
- In the Elemental World, regia di Christy Cabanne (1913)
- The Mysterious Shot, regia di Donald Crisp – cortometraggio (1914)
- Donna che ama (The Battle of the Sexes), regia di David W. Griffith (1914)
- Amore di madre o Home, Sweet Home, regia di D.W. Griffith (1914)
- Ragnatela (The Avenging Conscience: or 'Thou Shalt Not Kill'), regia di D.W. Griffith (1914)
- The Birthday Present, regia di George Hennessy (1914)
- The Idiot, regia di Donald Crisp (1914)
- The Warning, regia di Donald Crisp (1914)
- The Love Route, regia di Allan Dwan (1915)
- Ramona, regia di Donald Crisp (1916)
- Giovanna d'Arco (Joan the Woman), regia di Cecil B. DeMille (1916)
- Giglio infranto (Broken Blossom) regia di David W. Griffith (1919)
- Il pirata nero (The Black Pirate), regia di Albert Parker (1926)
- Il covo degli avvoltoi (Stand and Deliver), regia di Donald Crisp (1928)
- I vichinghi (The Viking), regia di Roy William Neill (1928)
- L'affare Manderson (Trent's Last Case), regia di Howard Hawks (1929)
- The Return of Sherlock Holmes, regia di Basil Dean (1929)
- Scotland Yard regia di William K. Howard (1930)
- Svengali, regia di Archie Mayo (1932)
- Lo schiaffo (Red Dust) regia di Victor Fleming (1932)
- La donna nell'ombra (The Life of Vergie Winters), regia di Alfred Santell (1934)
- British Agent, regia di Michael Curtiz (1934)
- What Every Woman Knows, regia di Gregory La Cava (1934)
- Amore tzigano (The Little Minister), regia di Richard Wallace (1934)
- Vanessa: Her Love Story di William K. Howard (1935)
- La tragedia del Bounty (Munity on the Bounty), regia di Frank Lloyd (1935)
- Laddie, regia di George Stevens (1935)
- L'angelo bianco (The White Angel), regia di William Dieterle (1936)
- Maria di Scozia (Mary of Scotland), regia di John Ford (1936)
- La carica dei seicento (The Charge of the Light Brigade), regia di Michael Curtiz (1936)
- Una donna si ribella (A Woman Rebels), regia di Mark Sandrich (1936)
- Il nemico amato (Beloved Enemy), regia di Henry C. Potter (1936)
- Parnell, regia di John M. Stahl (1937)
- Emilio Zola (The Life of Emile Zola), regia di William Dieterle (1937)
- Vivo per il mio amore (That Certain Woman), regia di Edmund Goulding (1937)
- Sergeant Murphy, regia di B. Reeves Eason (1938)
- Io ti aspetterò (The Sisters), regia di Anatole Litvak (1938)
- Figlia del vento (Jezebel) regia di William Wyler (1938)
- Il sapore del delitto (The Amazing Dr. Clitterhouse), regia di Anatole Litvak (1938)
- La valle dei giganti (Valley of the Giants), regia di William Keighley (1938)
- Il conquistatore del Messico (Juarez), regia di William Dieterle (1939)
- Il grande amore (The Old Maid), regia di Edmund Goulding (1939)
- Il conte di Essex (The Private Lives of Elizabeth and Essex), regia di Michael Curtiz (1939)
- Profughi dell'amore (Daughters Courageous), regia di Michael Curtiz (1939)
- Il terrore dell'Ovest (The Oklahoma Kid), regia di Lloyd Bacon (1939)
- La voce nella tempesta (Wuthering Eights), regia di William Wyler (1939)
- Knute Rockne All American, regia di Lloyd Bacon e William K. Howard (1940)
- Il vendicatore (Brother Orchid), regia di Lloyd Bacon (1940)
- Lo sparviero del mare (The Sea Hawk), regia di Michael Curtiz (1940)
- Un uomo contro la morte (Dr. Ehrlich's Magic Bullet), regia di William Dieterle (1940)
- La città del peccato (City for Conquest), regia di Anatole Litvak (1940)
- Il dottor Jekyll e mr. Hyde (Dr. Jekyll and Mr. Hyde), regia di Victor Fleming (1941)
- Com'era verde la mia valle (How Green Was My Valley), regia di John Ford (1941)
- Per sempre e un giorno ancora (Forever and a Day), regia di René Clair (1943)
- Torna a casa, Lassie! (Lassie Come Home), regia di Fred M. Wilcox (1943)
- La casa sulla scogliera (The Uninvited), regia di Lewis Allen (1944)
- Il pilota del Mississippi (The Adventures of Mark Twain), regia di Irving Rapper (1944)
- Il figlio di Lassie (Son of Lassie), regia di S. Sylvan Simon (1944)
- Gran Premio (National Velvet), regia di Clarence Brown (1945)
- La valle del destino (The Valley of Decision), regia di Tay Garnett (1945)
- La donna di fuoco (Ramrod), regia di André De Toth (1947)
- Casa mia (Hills of Home), regia di Fred M. Wilcox (1948)
- Smith il taciturno (Whispering Smith), regia di Leslie Fenton (1948)
- Il ritorno di Lassie (Challenge to Lassie), regia di Richard Thorpe (1949)
- Le foglie d'oro (Bright Leaf), regia di Michael Curtiz (1950)
- Il principe coraggioso (Prince Valiant), regia di Henry Hathaway (1954)
- La lunga linea grigia (The Long Gray Line), regia di John Ford (1955)
- L'uomo di Laramie (The Man from Laramie), regia di Anthony Mann (1956)
- Drango, regia di Hall Bartlett (1957)
- L'ultimo urrà (The Last Hurrah), regia di John Ford (1958)
- Lo sperone insanguinato (Saddle the Wind), regia di Robert Parrish (1958)
- Sangue fiammingo (A Dog of Flanders), regia di James B. Clark (1959)
- Il segreto di Pollyanna (Pollyanna), regia di David Swift (1960)
- Bobby il cucciolo di Edimburgo (Greyfriars Bobby: The True Story of a Dog), regia di Don Chaffey (1961)
- Quella nostra estate (Spencer's Mountain), regia di Delmer Daves (1963)

### Regista
- Her Father's Silent Partner – cortometraggio (1914)
- The Mysterious Shot – cortometraggio (1914)
- The Newer Woman (1914)
- Their First Acquaintance (1914)
- The Weaker Strain (1914)
- The Idiot (1914)
- The Tavern of Tragedy
- Her Mother's Necklace
- Frenchy
- Down the Hill to Creditville – cortometraggio (1914)
- The Great God Fear
- His Mother's Trust
- La spiaggia del destino
- The Warning – cortometraggio (1914)
- The Availing Prayer
- Paid with Interest (1914)
- The Niggard
- Il topo di campagna
- Another Chance
- At Dawn – cortometraggio (1914)
- An Old-Fashioned Girl (1915)
- How Hazel Got Even (1915)
- Ramona (1916)
- The Eyes of the World (1917)
- His Sweetheart (1917)
- The Bond Between (1917)
- The Marcellini Millions (1917)
- A Roadside Impresario (1917)
- The Cook of Canyon Camp (1917)
- Lost in Transit (1917)
- The Countess Charming (1917)
- The Clever Mrs. Carfax (1917)
- Jules of the Strong Heart (1918)
- Rimrock Jones (1918)
- The House of Silence  (1918)
- Believe Me, Xantippe (1918)
- The Firefly of France (1918)[2]
- Less Than Kin (1918)
- The Goat (1918)
- The Way of a Man with a Maid (1918)
- Under the Top (1919)
- Venus in the East (1919)
- The Poor Boob (1919)
- Johnny Get Your Gun
- Something to Do (1919)
- Putting It Over (1919)
- A Very Good Young Man (1919)
- Love Insurance (1919)
- Why Smith Left Home (1919)
- It Pays to Advertise (1919)
- Too Much Johnson (1919)
- The Six Best Cellars (1920)
- Miss Hobbs (1920)
- Held by the Enemy (1920)
- Il fiore del Canadà (The Barbarian) (1921)
- The Princess of New York
- Appearances (1921)
- The Bonnie Brier Bush (1921)
- Tell Your Children (1922)
- Nella terra dei leoni (Ponjola) (1923)
- Il navigatore (The Navigator), co-regia di Buster Keaton (1924)
- Don X, figlio di Zorro (1925)
- Sunny Side Up (1926)
- Young April
- La mia vedova (Nobody's Widow)
- Lasciate fare alle donne! (Man Bait)
- Il brigadiere Gerard (The Fighting Eagle)
- Uniforme di parata (Dress Parade)
- Il covo degli avvoltoi (Stand and Deliver) (1928)
- The Cop (1928)
- The Runaway Bride

### Apparizioni in film e documentari
- Some of the Best: Twenty-Five Years of Motion Picture Leadership documentario (1949)

## Doppiatori italiani
- Corrado Racca ne La carica dei seicento (ridoppiaggio), Figlia del vento, Il conquistatore del Messico, Il conte di Essex, Il terrore dell'ovest (ridoppiaggio), La città del peccato, Smith il taciturno
- Luigi Pavese ne La tragedia del Bounty (ridoppiaggio), Torna a casa, Lassie!, Il figlio di Lassie, La valle del destino, Casa mia, Gran Premio
- Amilcare Pettinelli ne Il principe coraggioso, La lunga linea grigia, L'uomo di Laramie
- Gaetano Verna ne Il grande amore, La casa sulla scogliera
- Achille Majeroni ne La voce nella tempesta, Lo sperone insanguinato
- Giorgio Capecchi in Drango, Il segreto di Pollyanna
- Sergio Tedesco ne Il conte di Essex (ridoppiaggio), Il dottor Jekyll e Mr. Hyde (ridoppiaggio)
- Arrigo Colombo ne Lo sparviero del mare
- Nerio Bernardi in Com'era verde la mia valle
- Loris Gizzi ne Il dottor Jekyll e Mr. Hyde
- Mario Besesti ne La donna di fuoco
- Sandro Ruffini ne Le foglie d'oro
- Bruno Persa in Maria di Scozia (ridoppiaggio)
- Cesare Fantoni ne L'ultimo urrà
- Manlio Busoni in Quella nostra estate
- Alessandro Sperlì ne La voce nella tempesta (ridoppiaggio)
- Sergio Fiorentini in Torna a casa, Lassie! (ridoppiaggio)
- Giorgio Piazza in Gran Premio (ridoppiaggio)
- Gil Baroni in Bobby il cucciolo di Edimburgo (doppiaggio tardivo)

## Riconoscimenti
Premi Oscar 1942 – Oscar al miglior attore non protagonista per Com'era verde la mia valle